# Denpa (musica)

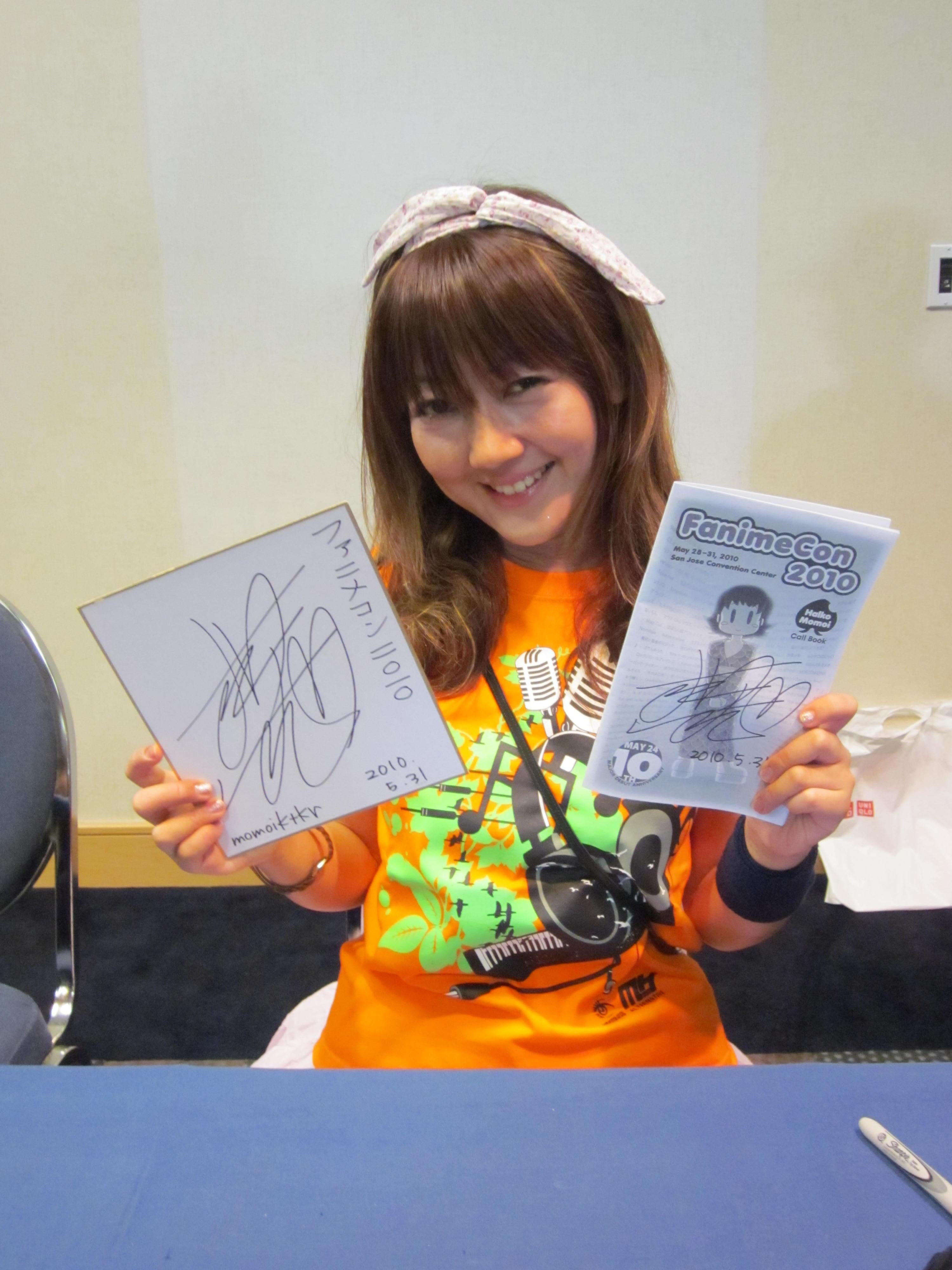
Haruko Momoi degli Under17 (2010)

In musica, il termine ombrello denpa (電波?) identifica una serie di stili musicali del Giappone intenzionalmente orecchiabili e insoliti. Le canzoni denpa, che sono anche conosciute come denpa song (電波ソング?, denpa songu), presentano voci volutamente stonate, testi non-sense e melodie enfatizzate. Il termine moe (萌え?) identifica una variante della musica denpa che tratta temi moe. Un altro sottogenere del denpa è l'Akiba-pop, anche conosciuto come A-pop.

## Storia
Durante gli anni novanta, il termine denpa ("onde elettromagnetiche" in lingua giapponese), che indica un individuo bizzarro e non sintonizzato con la realtà, veniva usato, con una connotazione perlopiù negativa, per identificare artisti che scrivevano brani spaventosi con testi ispirati al mondo degli otaku. Fra i primi a proporre musica classificata denpa vi fu il gruppo metal nipponico dei King-Show. A partire dagli anni novanta, alcuni artisti giapponesi fra cui gli Under17, che erano ispirati a visual novel come Shizuku, si cimentarono in denpa song che presentano temi e sonorità più zuccherose. Nel corso del tempo, lo stile musicale denpa andò a definirsi, e iniziò a essere seguito da alcuni circoli di nicchia del mondo otaku e dagli appassionati della musica dōjin.

## Caratteristiche
I brani denpa presentano testi e melodie che, stando agli appassionati, avrebbero la capacità di "ipnotizzare" e "controllare" l'ascoltatore, risultando a lui strani e imbarazzanti. L'effetto di "avvelenamento" o "lavaggio del cervello" delle canzoni denpa viene definito "onde elettromagnetiche avvelenanti" (doku-denpa (毒電波?)). I testi delle tracce denpa sono non-sense, ispirate al mondo degli otaku, e trattano temi come il delirio, la telepatia, e la follia. Spesso, il senso di caos e la ripetitività delle liriche può causare uno stato di inquietudine. L'estrema vitalità della musica denpa è accentuata, dalle voci acute e stonate ripetute, le melodie enfatiche e reiterate, e gli applausi wotagei. Un esempio di tale stile è Neko Mimi Mode, che ripete la frase che dà il titolo alla canzone numerose volte. Il denpa non va confuso con altri sottogeneri musicali come la gamewave, il bitpop e la chiptune.
È diffusa la credenza errata secondo cui tutte le canzoni denpa siano allegre e spensierate dal momento che molte di esse trattano temi moe (che rendono le denpa song vivaci e informali) e ricordano la solarità del J-pop. Esistono invece alcuni artisti di tale corrente il cui stile presenta dei connotati più cupi, fra cui quelli delle origini, che non rientravano negli ambiti del mainstream, ed erano seguiti dagli otaku.